# 草加松原

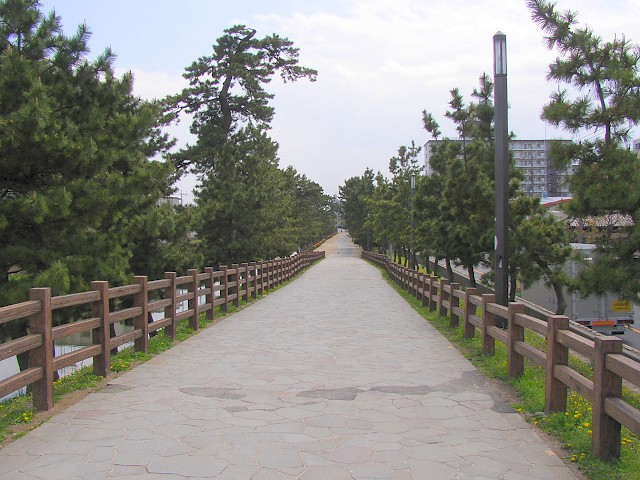
草加松原

草加松原（そうかまつばら）は、埼玉県草加市にある国指定の名勝。

## 概要

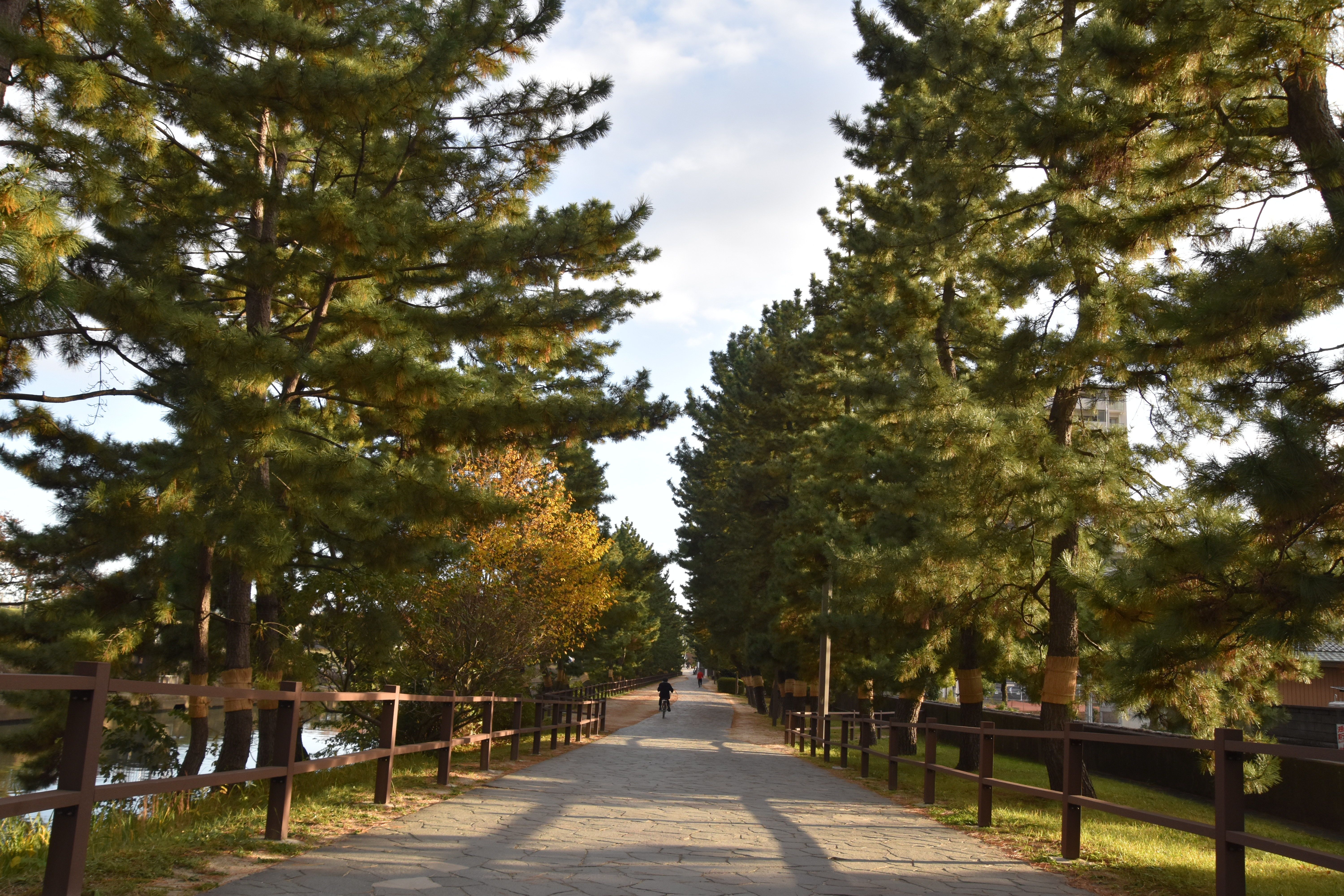
草加松原。2023年に撮影。

旧日光街道の草加六丁目橋付近から旭町一丁目南端にかけて綾瀬川沿いに約1.5kmに渡って続くクロマツの並木である。千本松原とも呼ばれる。
石畳が敷かれた遊歩道（草加市道9001号）が松並木に沿って整備され、車道と交差する箇所には跨道橋である百代橋や矢立橋が架けられており、遊歩道の連続性が考慮されている。松並木のすぐ西側を埼玉県道49号足立越谷線が平行している。以前は1982年（昭和57年）まで松並木の中を上り車線が通っていた。松並木の遊歩道は、昭和62年度手づくり郷土賞（ふれあいの並木道）受賞のほか、旧建設省と「道の日」実行委員会により制定された「日本の道100選」にも選定されている。

## 歴史
草加市は、江戸時代の日光街道の宿場町で、松尾芭蕉の『おくのほそ道』の旅の第1日目にも記されている。松並木のある地域は札場と呼ばれ、古くから草加宿の北の拠点で、綾瀬川の舟運で栄えた札場河岸があった。太平洋戦争後は、この日光街道は一般国道4号として東京と東北地方を結ぶ重要な幹線道路となり、1967年（昭和42年）の草加バイパス完成後は埼玉県に移管されて1973年（昭和48年）に県道足立越谷線になった。
日光街道の草加松原の松並木の植樹時期は明らかではなく諸説ある。一説には1630年（寛永7年）の綾瀬川改修時に植樹されたとする説がある。また、一説によると1683年（天保3年）の綾瀬川改修時に、関東郡代伊奈半十郎忠篤が植えたと伝えられる。しかし、1751年（寛延4年）の『増補行程記』（盛岡藩士清水秋全筆）には松並木は描かれていない。
草加市内の旧家に伝わる1792年（寛政4年）に1230本の苗木を植えたとの史料が確認できる最古の記録とされている。1806年（文化3年）の『日光道中分間延絵図』には道の両端に松が描かれている。
江戸時代より「草加松原」あるいは「千本松原」と呼ばれてきた。しかし、1877年（明治10年）頃には806本あったマツが、戦後高度経済成長期のモータリゼーションによって急速に普及した自動車の排ガスの影響で枯死が続き、一時は60本余りまで減少した。このため、地域住民により保存の機運が高まり、1976年（昭和51年）には草加市民による「松並木保存会」が結成され、マツの植樹と手入れが行われた。2008年（平成20年）4月現在で633本まで回復している。

### 草加松原遊歩道
1982年（昭和57年）に草加松原の内側を通っていた県道足立越谷線の上り車線が西側に移設されたのを機に、1985年（昭和60年）に埼玉県と草加市が共同で「埼玉シンボルロード整備計画」として草加松原遊歩道を整備することになった。その3年後に歴史ゾーン、イベントゾーン、シンボルゾーン、松原ゾーン、せせらぎゾーンという水と緑の調和する5つの空間エリアを完成させた。

### 沿革
- 1987年（昭和62年）8月10日 - 日本の道100選に選定される[8]。
- 2014年（平成26年）3月18日 - 「おくのほそ道の風景地 草加松原」として国の名勝に指定される[1]。

## 風景

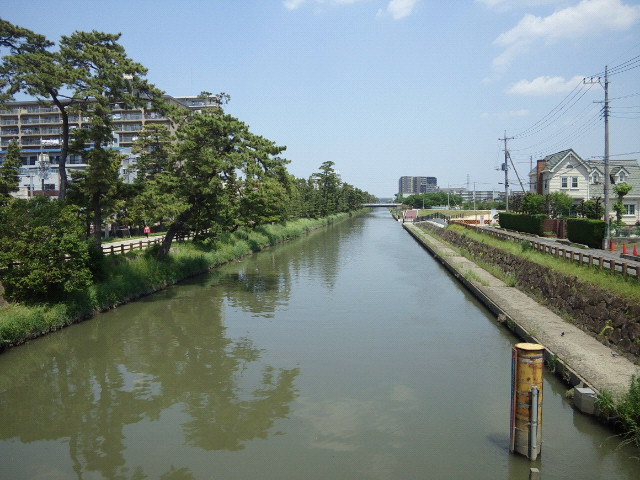
綾瀬川と草加松原
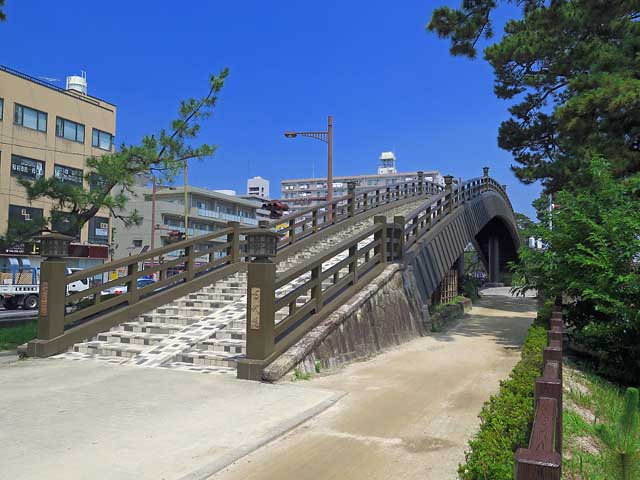
百代橋。太鼓橋型歩道橋。長さ62.5m、幅3.5m。松尾芭蕉『おくのほそ道』冒頭「月日は百代の過客にして」から命名[9]。
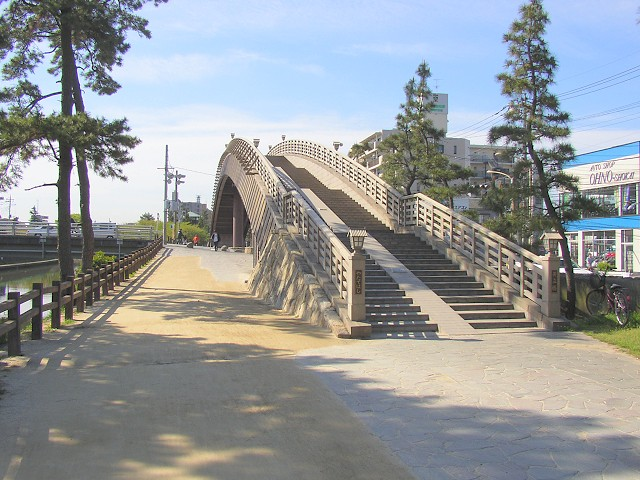
矢立橋。太鼓橋型歩道橋。長さ96.3m、幅員は4.14mで百代橋の約1.5倍あり、『おくのほそ道』の「行く春や　鳥啼き魚の　目は泪　これを矢立の初めとして」から命名された[10]。